# Ivo Ulich
Ivo Ulich (Opočno, 9 settembre 1974) è un ex calciatore ceco, di ruolo centrocampista.

## Carriera
A livello di club ha militato anche nelle file di Hradec Králové, Slavia Praga, Borussia Mönchengladbach, Vissel Kobe e Dinamo Dresda.
Ha disputato 10 partite segnando un gol con la Rep. Ceca. Ha ottenuto un terzo posto alla  FIFA Confederations Cup 1997.

## Palmarès

### Club
- Coppa della Repubblica Ceca: 3

FC Hradec Králové: 1995
Slavia Praga: 1997, 1999

### Individuale
- Talento ceco dell'anno: 1

1995